# دگرگونی فرهنگی

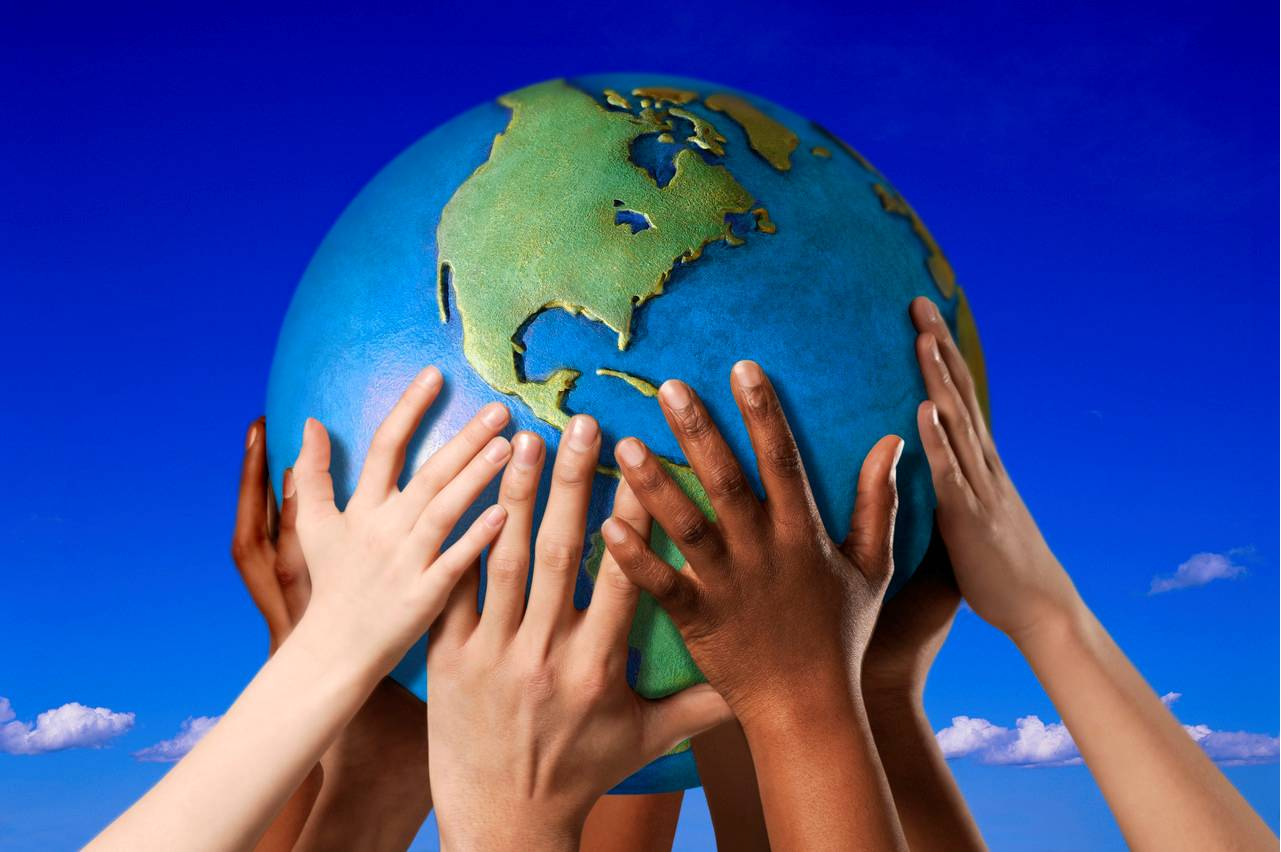
تصویری نمادین از دگرگونی فرهنگی

دگرگونی فرهنگی یا تغییر فرهنگی (به انگلیسی: Culture change) اصطلاحی است که در سیاست‌گذاری عمومی استفاده می‌شود و بر تأثیر سرمایه فرهنگی بر رفتار افراد و جامعه تأکید می‌کند. گاهی به آن جابجایی فرهنگی گفته می‌شود، که به معنای بازسازی مفهوم فرهنگی یک جامعه است. این امر بر عوامل تعیین‌کننده سرمایه اجتماعی و فرهنگی تصمیم‌گیری و نحوه تعامل این عوامل با سایر عوامل مانند در دسترس بودن اطلاعات یا انگیزه‌های مالی پیش روی افراد برای هدایت رفتار تأکید می‌کند.
این تأثیرات سرمایه فرهنگی شامل نقش والدین، خانواده‌ها و افراد نزدیک است. سازمان‌هایی مانند مدارس و محل کار؛ جوامع و محلات؛ و تأثیرات اجتماعی گسترده‌تر مانند رسانه‌ها. استدلال می‌شود این سرمایه فرهنگی در ارزش‌ها، نگرش‌ها یا هنجارهای اجتماعی خاص ظاهر می‌شود که به نوبه خود «نیت‌های» رفتاری را هدایت می‌کند که افراد در رابطه با تصمیم‌ها یا دوره‌های عمل خاص اتخاذ می‌کنند. این مقاصد رفتاری با سایر عوامل محرک رفتار مانند انگیزه‌های مالی، مقررات و قوانین، یا سطوح اطلاعات تعامل دارند تا رفتار واقعی را هدایت کنند و در نهایت به سرمایه فرهنگی اساسی بازخورد دهند.
به‌طور کلی، کلیشه‌های فرهنگی مقاومت زیادی در برابر تغییر و بازتعریف خود نشان می‌دهند. فرهنگ، اغلب در هر نقطه ای از زمان برای مشاهده گر ثابت به نظر می‌رسد زیرا جهش‌های فرهنگی به صورت تدریجی رخ می‌دهند.
تغییر فرهنگی یک فرایند طولانی مدت است. سیاست گذاران باید تلاش زیادی برای بهبود برخی از جنبه‌های اساسی ویژگی‌های فرهنگی یک جامعه انجام دهند.
جریانی است که در آن در نتیجهٔ برخورد یک فرهنگ با فرهنگ دیگری، دگرگونی در نهادها، ارزشها، گرایش‌ها و روش‌های یک فرهنگ و جامعه ایجاد می‌شود. برخی از جامعه‌شناسان این روند را تغییر اجتماعی (Social Change) نامیده‌اند ولی به نظر می‌رسد که اصطلاح دگرگونی فرهنگی شامل‌تر و جامع‌تر است.
اصطلاح دگرگونی فرهنگی و دگرگونی اجتماعی که مورد قبول جامعه شناسان معاصر قرار گرفته، نسبتاً اصطلاح تازه ای است؛ قبلاً اصطلاح تکامل اجتماعی (Social Evolution) و پیشرفت اجتماعی (Social Progress) متداول بوده‌است که ناشی از بینش داروینی و مارکسیستی و اسپنسری بوده و بازتاب‌های ایدئولوژیک و عقیدتی داشته و از این پندار حکایت می‌کرده‌است که هر دگرگونی خواه ناخواه در جهت تکامل است از همین رو جامعه شناسان اصطلاح دگرگونی اجتماعی و فرهنگی را به عنوان یک اصطلاح مشخص علمی جامعه‌شناسی پذیرفتند، چرا که از مفاهیم و بازتاب‌های عقیدتی دیگر آزاد است.

## فرهنگ
بیتلز نمونه تغییر پویایی فرهنگی، نه تنها در موسیقی، بلکه مد و سبک زندگی است. بیش از نیم قرن پس از ظهور، آنها همچنان تأثیر فرهنگی جهانی دارند.
ریمون پانیکار ۲۹ روشی را شناسایی کرد که از طریق آنها می‌توان تغییرات فرهنگی ایجاد کرد، شامل رشد، توسعه، تکامل، درونگی، نوسازی، بازسازی، اصلاح، نوآوری، احیاگری، انقلاب، جهش، پیشرفت، پدیده انتشار، اسمز، وام گرفتن، التقاط، تلفیق گرایی، نوسازی، بومی شدن، و دگرگونی. در این زمینه، مدرنیزاسیون را می‌توان پذیرش باورها و اعمال عصر روشنگری، مانند علم، خردگرایی، صنعت، تجارت، دموکراسی و مفهوم پیشرفت دانست. رین راود، بر اساس کارهای امبرتو اکو، پیر بوردیو و جفری سی. الکساندر، مدلی از تغییر فرهنگی را بر اساس ادعاها و پیشنهادهایی ارائه کرده‌است که بر اساس کفایت شناختی آنها مورد قضاوت قرار می‌گیرد و توسط مرجع نمادین جامعه فرهنگی مورد تأیید یا تأیید نمی‌شود.